# Lux Éditeur
Lux Éditeur est une maison d'édition québécoise, basée à Montréal, spécialisée en histoire des Amériques et en politique, d'inspiration libertaire. La maison publie une vingtaine de nouveautés par an. Ses ouvrages sont diffusés par Harmonia Mundi en Europe et Flammarion au Canada.

## Histoire
Lux Éditeur naît au début des années 2000 à partir du fonds de la maison d'édition Comeau & Nadeau, fondée en 1995 par les historiens Robert Comeau et Jean-François Nadeau, lorsque ce dernier devient directeur des pages littéraires du Devoir, et que Robert Comeau s'en éloigne. 
Cette nouvelle maison d'édition s'inscrit dans un mouvement de renouveau de l'édition indépendante engagée au Québec, déjà perceptible en France depuis la fin des années 1990, notamment avec l'émergence de maisons comme Agone, La Fabrique, Les Prairies ordinaires, Syllepse, Éditions Amsterdam, Éditions Delga et les Éditions Aden, avec des collections comme Humanités ou Futur proche rassemblant des essais de critique sociale et d’analyse politique.
Lux Éditeur assure la promotion des thématiques qui sont les siennes en vendant ou en rachetant des droits d'auteur: en 2018, quatre titres anglophones ont été traduits en français (dont les titres de la journaliste canado-américaine anglophone, Naomi Klein) et les droits de quatre titres en français ont été vendus à des éditeurs étrangers.

## Auteurs
Lux publie aussi bien des auteurs contemporains (Québécois, Américains, Français) que des recueils de textes historiques (Jules Fournier, Louis-Joseph Papineau, etc.).
- Principaux auteurs (par ordre alphabétique) :
  - Normand Baillargeon
  - Murray Bookchin
  - Serge Bouchard
  - Jean Bricmont
  - Noam Chomsky
  - André d'Allemagne
  - Alain Deneault
  - Richard Desjardins
  - Francis Dupuis-Déri
  - Bernard Émond
  - Jonathan Durand Folco
  - Eduardo Galeano
  - David Graeber
  - Chris Hedges
  - Naomi Klein
  - Linda McQuaig
  - Jean-François Nadeau
  - Gabriel Nadeau-Dubois
  - Lise Payette
  - Vladimir Pozner
  - Jeremy Scahill
  - James C. Scott
  - Pierre Vadeboncœur
  - Marie-Hélène Voyer
  - Harsha Walia
  - Howard Zinn